# Чижинський сільський округ
Чижи́нський сільський округ (каз. Шежін ауылдық округі, рос. Чижинский сельский округ) — адміністративна одиниця у складі Таскалинського району Західноказахстанської області Казахстану. Адміністративний центр — село Чижа-2.
Населення — 1019 осіб (2021; 1390 у 2009, 2102 у 1999, 2674 у 1989).
Станом на 1989 рік існувала Чижинська сільська рада (села Крушино-Канава, Талдибулак, Чижа-2), села Біленьке та Єрмольчево перебували у складі Амангельдинської сільської ради. Після 1999 року села Біленьке та Єрмольчево Амагельдинського сільського округу передані до складу Чижинського сільського округу.

## Склад
До складу округу входять такі населені пункти:
| Населений пункт  | Старі назви            | Населення, осіб (1989) | Населення, осіб (1999) | Населення, осіб (2009) | Населення, осіб (2021) |
| ---------------- | ---------------------- | ---------------------- | ---------------------- | ---------------------- | ---------------------- |
| Біленьке, село   | Біленький              | 252                    | 152                    | -                      | -                      |
| Єменжар, село    | Єрмольчево, Єрмоличев  | 274                    | 125                    | 41                     | 28                     |
| Жана-Аул, село   | Крушино-Канава, Кайрат | 175                    | 53                     | -                      | -                      |
| Талдибулак, село | -                      | 403                    | 275                    | 129                    | 20                     |
| Чижа-2, село     | -                      | 1570                   | 1497                   | 1220                   | 971                    |